# Tibirke Kirke
Tibirke Kirke er en kirke i den østlige udkant af Tisvilde Hegn, 500 m nord for Tibirke Bakker. Kirken menes bygget omkring 1120-30 som en lille romansk kampestenskirke. Denne kirke bestod af den nuværende kirkes andet og tredje fag, samt et lille kor med apsis. Omkring slutningen af 1300-tallet blev kirken udvidet med sit nuværende vestlige fag, og skibets bjælkeloft blev erstattet af hvælvinger.
I midten af 1400-tallet blev det oprindelige kor nedrevet, og et nyt og større kor blev tilbygget. Dette er både bredere end og havde omtrent samme længde som skibet, hvilket vil sige, at kirkens areal blev fordoblet. Det nuværende sydlige våbenhus har i 1754 afløst et ældre. Orienteringen af kirken er næsten solret.
Den oprindelige romanske kirke bestod af et granitskib, der kun var to fag langt, et kor og en apsis. I slutningen af det 14. århundrede blev kirkeskibet forlænget mod vest. Det nuværende kor erstattede det oprindelige i anden halvdel af det 15. århundrede. Det er af samme længde som kirkeskibet, men bredere og højere, hvilket indikerer, at det oprindeligt var tænkt som den første etape af en fuldstændig renovering af bygningen. Tårnet blev tilføjet i det 17. århundrede. Våbenhuset på kirkens sydside erstattede et ældre i 1754.

## Historie
Kirken nævnes første gang omkring 1210, da tienderetten blev overført fra Roskilde Domkirke til Æbelholt Kloster.
Ved slutningen af 1500-tallet var sognet hærget af flyvesand. Kirken havde tilsyneladende i 1610 sin egen præst, 2 år senere var sognet så forarmet af sandflugten, at kirken blev gjort til anneks til Vejby, et forhold der stadig består. 1632 ydede Vejby med kongens tilladelse hjælp til den brøstfældige Tibirke kirke. Kirken inkorporeredes 1. maj 1720 i kongens ryttergods og blev 1872 afhændet af staten til kirketiendeyderne. Kirken overgik til selveje 1. april 1914.

## Inventar
I 1475 fik kirken en gotisk altertavle skåret i Lübeck eller af en lübsk mester i Danmark. At den er fra før reformationen ses bl.a. ved, at der på et af billederne optræder en bisp ved Jesu fremstilling i templet, hvilket historisk er meget inkorrekt.
Under sandflugten blev bl.a. altertavlen slemt beskadiget og i 1740 erstattet af et maleri fra 1738 malet af J.F. Kriegel, forestillende den sidste nadver. Den gamle altertavle blev dog stående bag den nye, indtil den i 1868 blev ført til et magasin på Frederiksborg Slot og senere sendt ind til Nationalmuseet i 1894. Efter gentagne anmodninger fra menighedsrådet, startende i 1911, fik man i 1935 lovning på, at tavlen ville komme tilbage, efter at den var blevet restaureret, hvilket skete i årene 1937-39. Da den gamle altertavle blev genopsat i kirken, blev maleriet sat op på korets nordside bag døbefonten.
Døbefonten er en romansk kumme af grovkornet granit og står på et omvendt terningekapitæl, antagelig fra en af områdets klosterruiner. Kummen, der har seks georgskors på siderne, tog ingen skade under sandflugten. I 1732 stod fonten nede i kirken, men flyttedes op i koret og i 1742 marmoriseret og anstrøget med oliefarve. Dette blev dog, efter et ministerielt cirkulære, fjernet igen i 1889.
Prædikestolen, udført af snedker Christian Holfelt i København i 1739, erstattede den gamle, der var meget gammel og "uden dække". Den nye stol har en himmel af hvid eg, mens rygstykket og opgangstrappen er af fyrretræ. Dog er rygstykket senere forsvundet. Selve stolen er marmoreret med forgyldte og røde lister. Den har en grøn frise med ordene "Guds ord er livets brød".

## Gretely
Gretely er et lille, stråtækt hus, der ligger syd for kirken, og som er Tibirke Sognestue. På stedet har der fra 1859 ligget et hus, og det nuværende er opført i 1892 af den lokale musiker og postbud Carl Poulsen, der opkaldte huset efter sin hustru Margrete. Tibirke Menighedsråd købte huset i 1998 for at anvende det som sognestue.

## Galleri
- Kirkerummet set mod nordvest
- Tibirkes gotiske altertavle
- Døbefonten
- Gretely

## kilder
1. ↑  "Tibirke Kirke". Den Store Danske (lex.dk online udgave).
2. 1 2  https://nmdanmarkskirkerprod.blob.core.windows.net/files/Frederiksborg_1314-1336.pdf
3. ↑  DKF s. 1314
4. 1 2  BR
5. ↑  DKF s.1324-1327
6. ↑  DKF s. 1328-1329